# زاردوییه
زاردوییه یک روستا در ایران است که در شهرستان شهربابک استان کرمان واقع شده‌است. بر اساس آمار سرشماری ۱۳۸۵، زاردوییه ۴۲۲ نفر جمعیت دارد.